# Alex Gernandt
Alex Gernandt (* 1965) ist ein deutscher Journalist, Autor und ehemaliger Chefredakteur der Jugendzeitschrift Bravo.

## Beruflicher Werdegang
Alex Gernandt arbeitete seit 1988 als Redakteur und Chefreporter für Bravo, ab Juli 1999 als stellvertretender Chefredakteur und von Januar 2012 bis Mai 2013 als Chefredakteur. Während dieser Zeit entwickelte er für die Bauer Verlagsgruppe verschiedene Heftkonzepte, darunter Comet, Kerrang! und das Bravo HipHop Special. 1995 veröffentlichte er „Always & Forever“, eine Biografie über Bon Jovi (Goldmann/Random House Verlag). Als Bravo-Chefredakteur engagierte er sich mit der Kampagne „Stopp den Hunger“ für die Welthungerhilfe.
Gernandt führte über 1000 Interviews mit Stars wie Michael Jackson, Paul McCartney, Tina Turner, Robert De Niro, Madonna, Beyoncé, Michail Gorbatschow, Franck Ribéry, Tom Hanks, Metallica, Aerosmith, AC/DC, Bon Jovi, Guns n’ Roses, Queen, Roxette, Bruno Mars, Jennifer Lopez, Shakira, Britney Spears, Christina Aguilera, Justin Timberlake, Xavier Naidoo, Udo Lindenberg, Jay-Z, 50 Cent, Dr. Dre, Giorgio Moroder, Jared Leto und Pharrell Williams. Er ist Sondermitglied der deutschen Elvis-Presley-Gesellschaft.
Sechs Jahre lang (1993 bis 1999) begleitete er als Chefreporter Michael Jackson und berichtete u. a. exklusiv von zwei Welttourneen („Dangerous“, „HIStory“) sowie den Videodrehs zu „They don’t care about us“ in den Slums von Rio sowie „Scream“ in Hollywood, dem bis heute teuersten Musikvideo der Popgeschichte.
Als Talentscout entdeckte und förderte er bis dato unbekannte Newcomer wie Tokio Hotel, Sunrise Avenue, Sarah Connor, LaFee, Sido, Revolverheld, Kesha, Silbermond, Juli und die Killerpilze. Dafür wurde er 2007 mit dem Echo ausgezeichnet und 2009 mit dem Bayerischen Musiklöwen.
Als Musik-Experte tritt er regelmäßig im TV auf, etwa bei Spiegel TV, „60 Jahre Rock & Pop“ mit Thomas Gottschalk (RTL), bei den Doku-Events über Michael Jackson, Tina Turner und Elvis Presley (VOX), in allen Folgen der Reihe „Number One“ mit Markus Kavka (Kabel Eins/ZDF), in der Serie „Queens Of Pop“ (arte), in den Talkshows von Johannes B. Kerner im ZDF und von Thomas Koschwitz auf RTL sowie diverse Male bei RTL Punkt12 und Exclusiv, ARD Brisant, VOX Prominent, ProSieben taff und ZDF Leute heute. Live kommentierte er die Trauerfeiern von Michael Jackson (2009) und Whitney Houston (2012) bei n-tv.